# Stazione di Ceriale
Stazione di Ceriale vasútállomás Olaszországban, Ceriale településen.

## Vasútvonalak
Az állomást az alábbi vasútvonalak érintik:
- Genova–Ventimiglia-vasútvonal

## Kapcsolódó állomások
A vasútállomáshoz az alábbi állomások vannak a legközelebb:
- Stazione di Albenga
- Stazione di Borghetto Santo Spirito